# 吴素琴
吴素琴（1932年2月—2020年6月10日），曾用名吴淑琴，女，黑龙江齐齐哈尔人，中国电影表演艺术家，北京电影制片厂演员。曾获中国电影金凤凰奖特别荣誉奖。代表角色为电影《光荣人家》中的妇女主任。